# Mohorovičić (cràter)

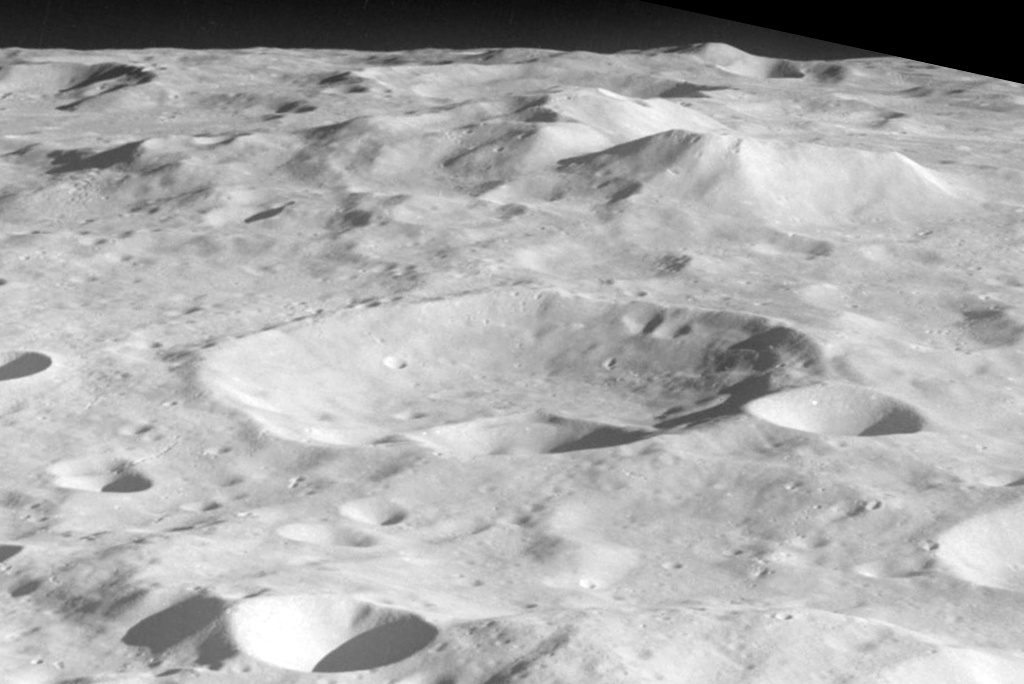
Fotografia de la missió Apol·lo 8

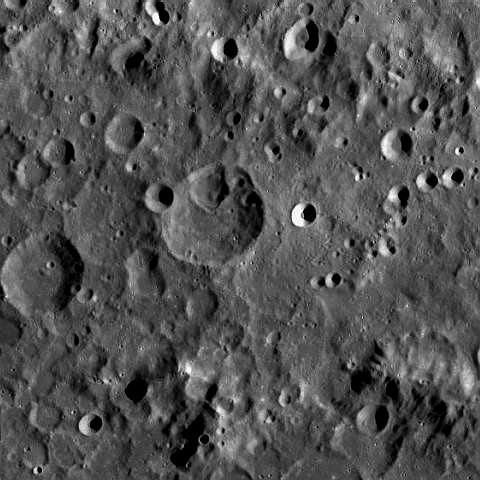
Fotografia de la missió Lunar Reconnaissance Orbiter

Mohorovičić és un cràter d'impacte pertanyent a la cara oculta de la Lluna. Es troba al sud-oest del cràter més gran Doppler i de l'enorme plana emmurallada de Korolev. Al sud-oest de Mohorovičić apareix una petita mar lunar, el Lacus Oblivionis. Al sud d'aquesta formació es troba una muntanya sense nom que es va formar durant l'impacte que va crear la Conca Aitken.

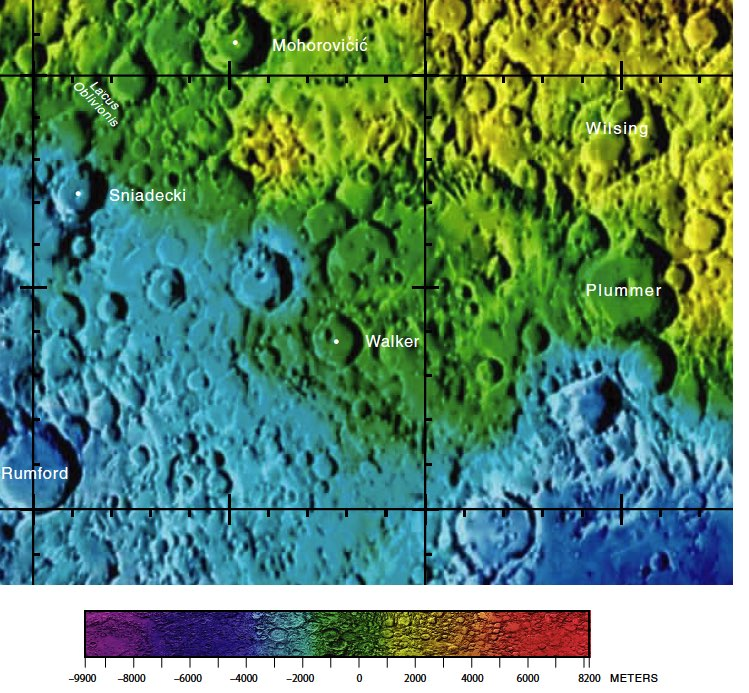
Localització de Mohorovičić (vora superior esquerra de la imatge)

Es tracta d'un cràter circular que ha sofert un cert desgast a causa dels impactes posteriors. El cràter satèl·lit Mohorovičić Z es troba en el sector nord del sòl interior, adjacent al brocal. Un petit cràter en forma de copa penetra en la vora occidental.

## Cràters satèl·lit
Per convenció aquests elements són identificats en els mapes lunars posant la lletra en el costat del punt mitjà del cràter que està més proper a Mohorovičić.
|             | \| Mohorovičić \| Coordenades \| Diàmetre \| \| ----------- \| -------------------------------------- \| -------- \| \| A \| 16° 00′ S, 163° 06′ O / 16.0°S,163.1°O \| 20 km \| \| D \| 17° 48′ S, 162° 06′ O / 17.8°S,162.1°O \| 18 km \| \| F \| 18° 54′ S, 163° 36′ O / 18.9°S,163.6°O \| 23 km \| \| R \| 19° 54′ S, 167° 42′ O / 19.9°S,167.7°O \| 42 km \| \| W \| 17° 42′ S, 166° 30′ O / 17.7°S,166.5°O \| 21 km \| \| Z \| 18° 36′ S, 165° 06′ O / 18.6°S,165.1°O \| 14 km \| |          |
| Mohorovičić | Coordenades | Diàmetre |
| A           | 16° 00′ S, 163° 06′ O / 16.0°S,163.1°O | 20 km    |
| D           | 17° 48′ S, 162° 06′ O / 17.8°S,162.1°O | 18 km    |
| F           | 18° 54′ S, 163° 36′ O / 18.9°S,163.6°O | 23 km    |
| R           | 19° 54′ S, 167° 42′ O / 19.9°S,167.7°O | 42 km    |
| W           | 17° 42′ S, 166° 30′ O / 17.7°S,166.5°O | 21 km    |
| Z           | 18° 36′ S, 165° 06′ O / 18.6°S,165.1°O | 14 km    |